# Further Definitions
Further Definitions è un album in studio del musicista jazz statunitense Benny Carter, pubblicato nel 1961.

## Tracce
1. Honeysuckle Rose – 3:50
2. The Midnight Sun Will Never Set – 3:57
3. Crazy Rhythm – 3:23
4. Blue Star – 5:19
5. Cotton Tail – 4:24
6. Body and Soul – 4:09
7. Cherry – 4:52
8. Doozy – 3:32

## Formazione
- Benny Carter – sassofono alto
- Phil Woods – sassofono alto
- Coleman Hawkins – sassofono tenore
- Charlie Rouse – sassofono tenore
- John Collins – chitarra
- Dick Katz – piano
- Jimmy Garrison – basso
- Jo Jones – batteria